# Un regno incantato per Zelda
Un regno incantato per Zelda (The Legend of Zelda) è una serie animata prodotta nel 1989 dalla DiC Entertainment basata sulla serie di videogiochi The Legend of Zelda e specificatamente sul primo episodio della serie, con alcuni riferimenti anche al titolo Zelda II: The Adventure of Link.
La serie è andata in onda negli Stati Uniti dall'8 settembre 1989 al 1º dicembre dello stesso anno, in concomitanza con la serie televisiva di Super Mario e quindi conclusa al termine di quest'ultima.

## Trama
Link e Zelda sono impegnati a difendere il regno di Hyrule dal malvagio Ganon e dai suoi scagnozzi, i cui scopi sono quelli di rubare la triforza della saggezza, rapire Zelda o conquistare il regno.

## Personaggi
- Link: protagonista della serie, è un abile spadaccino. La sua spada emette un'energia in grado di distruggere i nemici. Si mostra quasi sempre disponibile ad aiutare qualcuno, specialmente Zelda, ma talvolta sfoggia il suo carattere infantile e tende ad evitare le sue responsabilità. Link ama Zelda e fa di tutto per conquistarla e baciarla, ma senza successo sia per il suo rifiuto, sia per il sopraggiungere di altri eventi. Nella versione inglese la sua catchphrase "Excuuuuse me, princess!", utilizzata in modo ironico quando viene appunto sgridato da Zelda, è diventata un noto meme.
- Principessa Zelda: altra protagonista della serie, è la principessa del regno di Hyrule, tuttavia il suo aspetto e, in particolare, il suo abbigliamento non ricalcano molto quello di una tradizionale principessa. Appare a volte presuntuosa, altre volte disponibile, soprattutto se si tratta di difendere il regno. In cuor suo ama Link, ma non glielo rivela poiché teme che possa montarsi la testa. Per combattere, utilizza un arco e un boomerang.
- Frizzy: è una fata intelligente che assiste Link nelle avventure, di cui è innamorata, ma ogni qualvolta Frizzy cerca di "dichiarasi", viene scacciata da Link in favore di Zelda. In un episodio si scopre che suo padre è il re delle fate.
- Ganon: è il principale antagonista della storia. Raffigurato come un maiale antropomorfo, usa la sua magia per teletrasportarsi ed evocare altri mostri in suo aiuto.
- Re Harkinian: è il re di Hyrule e padre di Zelda. Si tratta di un personaggio esclusivo della serie poiché non compare in alcun videogioco. Legato al suo regno, è un sovrano saggio e diplomatico.

## Episodi
| Nº | Titolo inglese            | Titolo italiano                   | Prima TV USA      | Prima TV Italia  |
| -- | ------------------------- | --------------------------------- | ----------------- | ---------------- |
| 1  | The Ringer                | La melodia                        | 8 settembre 1989  | 20 dicembre 1990 |
| 2  | Cold Spells               | Ondate di freddo                  | 15 settembre 1989 | 22 dicembre 1990 |
| 3  | The White Knight          | Il cavaliere bianco               | 22 settembre 1989 | 23 dicembre 1990 |
| 4  | Kiss'N Tell               | Il bacio                          | 29 settembre 1989 | 25 dicembre 1990 |
| 5  | Sing for the Unicorn      | Sing e l'unicorno                 | 6 ottobre 1989    | 27 dicembre 1990 |
| 6  | That Sinking Feeling      | Quella sensazione di affondamento | 13 ottobre 1989   | 29 dicembre 1990 |
| 7  | Doppelganger              | La copia                          | 20 ottobre 1989   | 30 dicembre 1990 |
| 8  | Underworld Connections    | Connessione malefica              | 27 ottobre 1989   | 31 dicembre 1990 |
| 9  | Stinging a Stinger        | Pungente come un'ape              | 3 novembre 1989   | 2 gennaio 1991   |
| 10 | Hitch in the Works        | Un lavoro ingiusto                | 10 novembre 1989  | 3 gennaio 1991   |
| 11 | Fairies in the Spring     | Fate in primavera                 | 17 novembre 1989  | 4 gennaio 1991   |
| 12 | The Missing Link          | La scomparsa di Link              | 24 novembre 1989  | 5 gennaio 1991   |
| 13 | The Moblins Are Revolting | La rivolta dei Moblins            | 1º dicembre 1989  | 6 gennaio 1991   |

## Doppiaggio
| Personaggio              | Doppiatore originale | Doppiatore italiano                                      |
| ------------------------ | -------------------- | -------------------------------------------------------- |
| Link                     | Jonathan Potts       | Diego Sabre                                              |
| Principessa Zelda        | Cyndy Preston        | Veronica Pivetti                                         |
| Ganon                    | Len Carlson          | Orlando Mezzabotta                                       |
| Re Harkinian             | Colin Fox            | Gianni Mantesi Antonio Paiola (ep. 3)                    |
| Frizzy (Spryte)          | Paulina Gillis       | Lara Parmiani Donatella Fanfani (ep. 12)                 |
| Triangolo della forza    | Allan Stewart-Coates | Enrico Maggi                                             |
| Triangolo della saggezza | Elizabeth Hanna      | Annamaria Mantovani (1ª voce) Caterina Rochira (2ª voce) |
| Moblin                   | Len Carlson          | Roberto Colombo Massimiliano Lotti                       |
| Principe Facade          |                      | Ivo De Palma                                             |
| Donna In Pericolo        |                      | Roberta Federici                                         |
| Gleeok                   |                      | Sante Calogero Stefano Albertini Luca Sandri             |
| Gibdo                    |                      | Paolo Torrisi                                            |
| Strega dei muri          |                      | Caterina Rochira                                         |
| Vampiri                  |                      | Antonello Governale                                      |
| Lungonaso (Sleazenose)   |                      | Giovanni Battezzato                                      |
| Doof                     |                      | Mario Scarabelli                                         |
| Oberon                   |                      | Giovanni Battezzato                                      |

## Sigla
Il cartone animato viene trasmesso in prima TV nel 1990 su Italia 1 accompagnato dalla sigla Un regno incantato per Zelda interpretata da Cristina D'Avena e scritta da Alessandra Valeri Manera e Ninni Carucci, edita poi nella raccolta Cristina D'Avena e i tuoi amici in TV 5.